# Ein Traum
Ein Traum ist eine Erzählung von Franz Kafka, die 1920 im Band Ein Landarzt erschien. Es ist eine Traumsequenz, die in erster Näherung von Todesnähe, aber auch von der schriftstellerischen Tätigkeit handeln kann.
Der Freund Max Brod versuchte Martin Buber zu überzeugen, dieses Stück als Beitrag des jüdischen Denkens in jüdischen Prager Zeitschriften zu veröffentlichen. Es kam schließlich zu einer Veröffentlichung im Prager Tagblatt.

## Inhalt
Josef K. träumt, auf einem Friedhof spazieren zu gehen. Er wird von einem frischen Grabhügel wie magisch angezogen. Dort stehen zwei Männer mit einem Grabstein. Ein dritter, an seiner Kleidung als Künstler zu erkennen, schreibt mit einem Bleistift in Goldbuchstaben auf den Grabstein: „Hier ruht“. Weiter kommt er nicht, die Aufmerksamkeit von K. scheint ihn zu irritieren. Dem Künstler gelingt nur noch ein schwaches „J“. Als er wütend in die Erde des Grabhügels stampft, versteht K. endlich. Er lässt sich in die Tiefe unter dem Grabstein gleiten. „Während  er aber unten, den Kopf im Genick noch aufgerichtet, schon von der undurchdringlichen Tiefe aufgenommen wurde, jagte oben sein Name mit mächtigen Zieraten über den Stein. Entzückt von diesem Anblick erwachte er.“

## Textanalyse und Deutungsansatz
Zur Einordnung dieser Traumgeschichte gibt es mehrere Ideen: Nach Alt entstand sie im Umfeld des Romans Der Process unter Verwendung der dortigen Hauptfigur Josef K. als eigenständige Erzählung. Eschweiler zufolge handelt es sich um ein dem Romanfragment zuzuordnendes Kapitel.
Und wie der Roman scheint dieser Traum für K. einen tödlichen Ausgang zu nehmen. Aber K. ist weder im Traum noch beim Erwachen negativ berührt von seinem vermeintlichen Ende im Grab. Dieser Zusammenhang lässt die Erzählung tatsächlich als mögliches Element von Der Process erscheinen: Zum einen ermöglicht der ordnungsliebende, pedantische K. dem vermeintlichen Künstler, dass er seine Tätigkeit vollbringt, seinen angenommenen Auftrag erfüllt; zum anderen erfüllt sich in den Augen K.s auch seine Bestimmung, wenn die reinen und schönen Goldbuchstaben eine Fortführung seines Namens in „mächtigen Zieraten“ finden.
Der an sich als düster belegte Ort Friedhof assoziiert hier wenig Beängstigendes. Die unheilvolle Friedhofsglocke schweigt auf ein Zeichen des Künstlers. Die Szenerie wird insgesamt mit einer positiven Wortwahl dargestellt, wie „schöner Tag“, „viel Jubel“, „entzückt“. Auch die Beschreibung der irrealen Traumelemente ist voller vitaler Dynamik: das Gleiten „wie auf einem reißenden Wasser“ zum verlockenden Grabhügel hin, der „Grabstein in der Luft“, die aus einem „gewöhnlichen Bleistift“ über den Grabstein jagende goldene Schrift, das Versinken K.s im Grab, „von einer sanften Strömung auf den Rücken gedreht“.
Die Erzählung könnte als ein Selbstbildnis Kafkas verstanden werden, des von der Tiefe der Nacht beherrschten Autors, der in den Buchstaben wohnt und das Leben von sich abscheidet. Denn die Schrift ist toter Buchstabe. Sie ist das Medium von Trauer, Melancholie und Tod, weil sie keine Präsenz schafft, sondern nur Annäherung an das Sein. Nach diesem Interpretationsansatz wäre das Schreiben und das Stocken des Schreibens das eigentliche Thema dieser Geschichte; so wie es auch Kafkas großes Problem bei seinem Schaffen gewesen sein mag. Seine literarischen Werke haben sich häufig aus Träumen und Dämmerzuständen entwickelt, die sich seinem Willen und seinem intellektuellen Zugriff entzogen.
Betrachtet man die Erzählung jedoch im Rahmen des Romans Der Process, so wird deutlich, dass K. – wie bei allen anderen Begegnungen auch – deutend, interpretierend Sinn schafft und dass die Todessehnsucht vor dem Hintergrund der bereits mit dem ersten Satz des Romans aufgeworfenen Schuldfrage zu verstehen ist: Mit dem Tod durchbräche K. den Process, erhielte er die Möglichkeit eines – subjektiv betrachtet extremen – Abschlusses dieser Frage. So wäre die Schreibblockade des Künstlers lediglich der Tatsache geschuldet, dass die Rahmenbedingungen noch nicht stimmen und die Notwendigkeit des (Frei-)Todes als Tabu-Thema zwischen ihnen steht.

## Rezeption
- Stach (S. 138):  Nahm man Brod beim Wort, dann hätte man mit Kafkas Traum allenfalls das Gegenteil (von jüdischem Denken) illustrieren  können, nämlich die surreale Steigerung eines Narzissmus, den keinerlei Gemeinschaft vor der lustvollen Selbstzerstörung zu retten vermag.
- v.Jagow (S. 507): Der Traum dient als Rahmung für eine Geschichte, in der im Paradigma von Traum, Schrift und Tod über die Bedingungen der Kunstentstehung reflektiert wird.

## Ausgaben
- Franz Kafka. Sämtliche Erzählungen. Herausgegeben von Paul Raabe Frankfurt am Main und Hamburg: Fischer-Taschenbuch-Verlag, 1970, ISBN 3-596-21078-X.
- Franz Kafka Die Erzählungen. Originalfassung Fischer Verlag 1997  Roger Herms ISBN 3-596-13270-3
- Franz Kafka: Drucke zu Lebzeiten. Herausgegeben von Wolf Kittler, Hans-Gerd Koch und Gerhard Neumann. Fischer Verlag, Frankfurt/Main 1996, S. 295–298.

## Sekundärliteratur
- Peter-André Alt Franz Kafka. Der ewige Sohn. Verlag C.H. Beck München 2005 ISBN 3-406-53441-4
- Reiner Stach Kafka Die Jahre der Erkenntnis  S. Fischer Verlag 2008 ISBN  978-3-10-075119-5
- Bettina von Jagow und Oliver Jahraus: Kafka-Handbuch Leben-Werk-Wirkung. Vandenhoeck& Ruprecht, 2008, ISBN 978-3-525-20852-6.
- Joachim Unseld Franz Kafka Ein Schriftstellerleben Joachim Unseld Carl Hanser Verlag 1982  ISBN 3-446-13568-5 Ln